# Nordösydhake
Nordösydhake (Petroica longipes) är en fågelart i familjen sydhakar inom ordningen tättingar.

## Utbredning och systematik
Fågeln förekommer på Nordön och närliggande öar i Nya Zeeland. Tidigare betraktades den som underart till P. australis, men urskiljs numera allmänt som egen art.

## Status
IUCN kategoriserar den som livskraftig.